# 阿奇維爾 (紐約州)
阿奇維爾（英語：Archville）是位於美國紐約州西徹斯特縣的非建制地區。

## 地理
阿奇維爾所處的海拔為高於海平面67米（即220英呎），而該地所採用的時區為UTC-5，即北美东部时区（EST）。同時該地設有夏令時間，為UTC-5調快一小時，即UTC-4（EDT）。